# Толедо
Толедо (шп. Toledo) град је у средишњој Шпанији. Налази се 70 km јужно од Мадрида, на реци Тахо. Главни је град покрајине Толедо и аутономне заједнице Кастиља-Ла Манча. Због богатога културнога наслеђа налази се од 1986. на Унесковој листи светске баштине. Био је некада главни град Шпанскога царства и Визиготске краљевине и место где су коегзистирале хрићшанска, јеврејска и маварска култура. Многи чувени људи и уметници су рођени или живели у Толеду, укључујући Лопе де Вегу, Алфонса X и Ел Грека. Толедо је био место значајних историјских догађаја, као што је нпр. био визиготски сабор у Толеду. Град има 75.578 становника. Стари центар града се налази на гранитној стени на 548 m надморске висине.

## Историја
Пре Римљана на месту Толеда постојало је старо насеље. Према старој шпанској легенди Толедо су 540. п. н. е. основали јеврејски колонисти, који су га назвали Толедо.
Римљани су 192. п. н. е. освојили Толедо. Римљани су на месту Толеда затекли град Толетум, који је био седиште од Карпетаније. Укључен је у римску провинцију Хиспанија Тараконенсис. Налазио се на стратешком месту дуж реке Тахо и на друму, који је повезивао Емериту (данашња Мерида) и Цесаравгусту (данашњу Сарагосу). У околини Толеда било је много руде гвожђа, што је омогућило развој. Био је јак град умерене величине, а чувен по производњи оружја и производа од челика.
Алани су 411. освојили Толедо, а 418. су га заузели Визиготи. Толедо је постао центар католичке надбискупије.
Толедо је касније био главни град Визиготске Шпаније од 534. до 711. Први краљ у Толеду је био Лиувигилд. Остао је престолница све до Маварскога освајања Шпаније 711. Мавари су 712. заузели Толедо.
Од 5. до 16. века око 30 светих синода је одржано у Толеду. Први синод у Толеду је одржан 400. На синоду 589. визиготски краљ Рекаред је објавио да се покрштава и прелази са аријанизма на хришћанство. Исидор Севиљски је 633. предводио црквени синод. Тада је одређено да литургија буде јединствена унутар визиготске краљевине. Захтевао је и оштрије мере против покрштених Јевреја, који би се поново вратили на своју веру. На синоду 881. одређено је да надбискуп Толеда постане главни надбискуп целе Шпаније.
У доба Кордопског халифата Толедо је доживео златно доба. Тај период је познат као период коегзистенције Јевреја, хришћана и муслимана. За време арапске власти Толедо се називао Тулајтулах. До 1035. био је у саставу Кордовског халифата. Педесет година је био престолница независнога емирата.
Алфонсо VI Храбри је 25. маја 1085. заузео Толедо и успоставио је личну контролу над маварским градом. Толедо је тада постао престоница Кастиље, а од 1516. и целе Шпаније. Био је то први конкретан корак коју је заједничка краљевина Леона и Кастиље предузела током реконкисте. Толедо је био чувен по производњи челика, а посебно по мачевима, а град је још увек центар производње ножева и других челичних производа. Када је краљ Филип II од Шпаније преместио 1561. престолницу из Толеда у Мадрид Толедо је почео лагано да губи значај и да стагнира и никад се није опоравио.
Алкасар из Толеда је војна академија, која је била чувена у 19. и 20. веку. Када је избио Шпански грађански рат гарнизон у Толеду су опседале републиканске снаге.

## Становништво
Према процени, у граду је 2008. живело 80.810 становника.

| 1981.  | 1989.  | 1991.  | 2001.  | 2002.  |
| ------ | ------ | ------ | ------ | ------ |
| 57.769 | 59.802 | 63.561 | 69.450 | 68.382 |

## Уметност и култура
У време исламскога халифата Толедо је био центар уметности и науке.
Стари град се налази на врху брда, а са три стране је окружен реком Тагус. У њему се налазе бројна историјска места као што су: 
- Алкасар
- Катедрала
- Сокодовер, главна пијаца

Толедо је имао велики број Јевреја и муслимана све док нису протерани из Шпаније 1492. и 1604. године. У Толеду су постојале значајне цркве, синагоге и џамије. У 13. веку Толедо је био велики културни центар под вођством Алфонса X Мудрог. Школа преводилаца у Толеду је преводила велика научна и филозофска дела са арапскога и хебрејскога на латински. Многа грчка дела су била изгубљена за западну Европу. Међутим грчки класици науке и филозофије били су преведени на арапски, па је преводилачка школа у Толеду спасила многа највећа дела античкога света. Аристотелова дела су дотад била непозната у Западној Европи. Превод Аристотела на латински снажно је утицао на средњовековне сколастичаре.
Катедрала у Толеду прављена је по узору на катедралу у Буржу, али комбинује и неке карактеристике мудеар стила. У Толеду је живео Ел Греко у каснијем делу свога живота и неке његове слике се налазе у Толеду.

## Партнерски градови
- Ахен
- Ажен
- Корпус Кристи
- Дамаск
- Гванахуато
- Хавана
- Ираклион
- Нара
- Сафед
- Толидо
- Велико Трново
- Сантијаго дел Естеро
- Moyobamba
- Емполи
- Teggiano